# Gewone maskerzanger
De gewone maskerzanger (Geothlypis trichas) is een zangvogel uit de familie Parulidae (Amerikaanse zangers).

## Kenmerken
Het mannetje heeft een grijsomrand zwart gezicht, dat aan de bovenzijde wordt begrensd met een witte tot grijze streep en een geel keelgebied. Het verenkleed aan de onderkant is wit tot bruinachtig, het verenkleed aan de bovenkant olijfgroen. Van de dertien ondersoorten verschillen het gezichtsmasker, de keel en het verenkleed aan de onderkant slechts in geringe mate bij het mannetje. Bij de zuidwestelijke soort is het verenkleed aan de onderkant lichter en het keelgebied geler. De vrouwtjes missen het zwarte gezichtsmasker. De lichaamslengte bedraagt 13 cm.

## Leefwijze
Gewone maskerzangers voeden zich voornamelijk met insecten, soms ook zaden, die ze zoeken in dichte vegetatie.

### Voortplanting
De gewone maskerzanger broedt tussen april en juni. Het vrouwtje legt drie tot vijf witte tot roomwitte eieren met bruine of zwarte vlekken in een komvormig nest, dat bestaat uit gras en schorsdelen en is gevoerd met fijn materiaal, gebouwd in dichte vegetatie. Beide ouders nemen deel aan het grootbrengen van de kuikens, die na ongeveer twaalf dagen uitkomen. Na nog eens acht dagen verlaten de jonge vogels het nest. Een veel voorkomende broedparasiet van de gewone maskerzanger is de bruinkopkoevogel (Molothrus ater).

## Verspreiding en leefgebied
Gewone maskerzangers broeden in moerassen, weilanden en andere natte biotopen met dichte lage vegetatie, onder andere in Noord-Amerika, van Alaska via Canada tot centraal Mexico. In de winter trekken ze naar Midden-Amerika en zijn ook in West-Europa een zeldzame gast. In sommige regio's is de lokale populatie afgenomen als gevolg van de vernietiging van hun leefgebieden. Gewone maskerzangers worden echter nog steeds vaak in grote aantallen aangetroffen.
Er worden dertien ondersoorten onderscheiden:
- G. t. trichas: zuidoostelijk Canada en de oostelijke Verenigde Staten (met inbegrip van het zuidoosten)
- G. t. typhicola: inlandse zuidoostelijke Verenigde Staten
- G. t. ignota: zuidoostkust van de Verenigde Staten
- G. t. insperata: zuidelijk Texas.
- G. t. campicola: inlands westelijk Canada, de noordwestelijke en noordelijk-centrale Verenigde Staten
- G. t. arizela: westkust van Canada, de westelijke Verenigde Staten en noordwestelijk Mexico
- G. t. occidentalis: westelijk-centrale Verenigde Staten
- G. t. sinuosa: noordelijk Californië.
- G. t. scirpicola: zuidwestelijke Verenigde Staten en noordwestelijk Mexico
- G. t. chryseola: van de zuidwestelijke tot zuidelijk-centrale Verenigde Staten en het westelijke deel van Centraal-Mexico
- G. t. melanops: centraal Mexico
- G. t. modesta: westelijk Mexico
- G. t. chapalensis: Chapalameer in Jalisco (westelijke deel van Centraal-Mexico).